# Symphony (canção de Clean Bandit)
"Symphony" é uma canção da banda britânica Clean Bandit, gravada para o seu segundo álbum de estúdio What Is Love? Conta com a participação da cantora sueca Zara Larsson. O seu lançamento ocorreu a 17 de março de 2017 através da editora discográfica Atlantic Records.

## Faixas e formatos
| Descarga digital |                                                 |         |  |
| N.º              | Título                                          | Duração |  |
| 1.               | "Symphony" (com a participação de Zara Larsson) | 3:32    |  |

| CD single      |                                                                   |         |  |
| N.º            | Título                                                            | Duração |  |
| 1.             | "Symphony" (com a participação de Zara Larsson)                   | 3:32    |  |
| 2.             | "Symphony" (com a participação de Zara Larsson) (versão acústica) | 3:36    |  |
| Duração total: | Duração total:                                                    | 7:08    |  |

## Créditos
Todo o processo de elaboração da canção atribui os seguintes créditos pessoais:
- Ammar Malik - composição;
- Steve McCutcheon - composição;
- Jack Patterson - composição, produção, mistura, piano, sintetizadores;
- Ina Wroldsen - composição;
- Grace Chatto - produção, violoncelo;
- Mark Ralph - produção, mistura;
- Drew Smith – engenharia de gravação, engenharia de mistura;
- Tom AD Fuller – engenharia de gravação, engenharia de mistura;
- Liam Nollan - engenharia de instrumentos de cordas;
- Luke Patterson - percurssão;
- Zara Larsson – vocais;
- Kristen Joy - vocais de apoio;
- James Byod - viola.

## Desempenho comercial

### Posições nas tabelas musicais
| Tabela musical (2017)                             | Melhor posição |
| ------------------------------------------------- | -------------- |
| Alemanha - Single-Charts                          | 9              |
| Argentina - Top 20 Anglo Argentina                | 14             |
| Austrália - ARIA Singles Chart                    | 4              |
| Áustria - Ö3 Austria Top 40                       | 13             |
| Bélgica - Ultratop 50 (Flandres)                  | 3              |
| Bélgica - Ultratop 50 (Valónia)                   | 28             |
| Canadá - Canadian Hot 100                         | 34             |
| Croácia - Top do topa                             | 1              |
| Dinamarca - Tracklisten                           | 10             |
| Escócia - Scottish Singles Chart                  | 1              |
| Europa - Euro Digital Songs                       | 2              |
| Eslováquia - Singles Digitál Top 100              | 7              |
| Espanha - PROMUSICAE                              | 21             |
| Estados Unidos - Billboard Bubbling Under Hot 100 | 1              |
| Estados Unidos - Billboard Dance Club Songs       | 1              |
| Estados Unidos - Billboard Dance/Electronic Songs | 10             |
| Estados Unidos - Billboard Pop Songs              | 35             |
| Filipinas - Philippine Hot 100                    | 10             |
| Finlândia - Suomen virallinen lista               | 2              |
| França - SNEP                                     | 11             |
| Hungria - Single Top 40                           | 6              |
| Irlanda - Top 100 Singles                         | 2              |
| Israel - Media Forest                             | 2              |
| Itália - FIMI                                     | 8              |
| Japão - Japan Hot 100                             | 53             |
| Luxemburgo - Luxembourg Digital Songs             | 9              |
| Malásia - RIM                                     | 6              |
| México - Mexico Airplay                           | 10             |
| Noruega - VG-lista                                | 1              |
| Nova Zelândia - NZ Top 40 Singles                 | 12             |
| Países Baixos - Mega Single Top 100               | 4              |
| Países Baixos - Dutch Top 40                      | 3              |
| Polónia - Polish Airplay Top 100                  | 1              |
| Portugal - AFP                                    | 11             |
| Reino Unido - UK Singles Chart                    | 1              |
| Chéquia - Singles Digitál Top 100                 | 6              |
| Chéquia - Radio - Top 100                         | 8              |
| Rússia - Tophit 100                               | 39             |
| Suécia - Sverigetopplistan                        | 1              |
| Suíça - Schweizer Hitparade                       | 6              |

### Certificações
| País           | Provedor       | Certificação |
| -------------- | -------------- | ------------ |
| Alemanha       | BVMI           | Platina      |
| Austrália      | ARIA           | 4× Platina   |
| Áustria        | IFPI Áustria   | Ouro         |
| Bélgica        | BEA            | Platina      |
| Canadá         | Music Canada   | 2× Platina   |
| Dinamarca      | IFPI Dinamarca | Platina      |
| Espanha        | PROMUSICAE     | Platina      |
| Estados Unidos | RIAA           | Ouro         |
| França         | SNEP           | Diamante     |
| Irlanda        | IRMA           | 3× Platina   |
| Itália         | FIMI           | 4× Platina   |
| Nova Zelândia  | RMNZ           | Platina      |
| Suíça          | IFPI Suíça     | 2× Platina   |
| Reino Unido    | BPI            | 2× Platina   |